# Třída Formidable
Třída Formidable byla třída predreadnoughtů Royal Navy. Skládala se ze tří jednotek, které byly ve službě v letech 1898–1917. Účastnily se bojů první světové války, zejména bitvy o Gallipoli, ve které byla potopena Irresistible. Její sesterská loď Formidable byla v domácích vodách potopena německou ponorkou. Zbývající plavidlo Implacable bylo na počátku 20. let 20. století sešrotováno.

## Stavba
Plavidla navrhl britský konstruktér William Henry White. Konstrukce třídy Formidable přímo vycházela z předchozích tříd Majestic a Canopus (z ní převzala zejména vodotrubní kotle a Kruppovu ocel na pancéřování). Celkem byly v letech 1898–1902 postaveny tři jednotky této třídy. Na třídu Formidable následně navázala konstrukčně velmi blízká třída London.
Jednotky třídy Formidable:
| Jméno        | Loděnice            | Založení kýlu     | Spuštěna           | Vstup do služby | Poznámka |
| ------------ | ------------------- | ----------------- | ------------------ | --------------- | --- |
| Formidable   | Portsmouth dockyard | 21. března 1898   | 17. listopadu 1898 | září 1901       | Dne 1. ledna 1915 potopena německou ponrkou SM U 24.                                                             |
| Irresistible | Chatham dockyard    | 11. dubna 1898    | 15. prosince 1898  | únor 1902       | Dne 18. března 1915 u Dardanel poškozena osmanským dělostřelectvem a následně se potopila po najetí na dvě miny. |
| Implacable   | Devonport dockyard  | 13. července 1898 | 11. března 199     | září 1901       | Sešrotována 1921.                                                                                                |

## Konstrukce

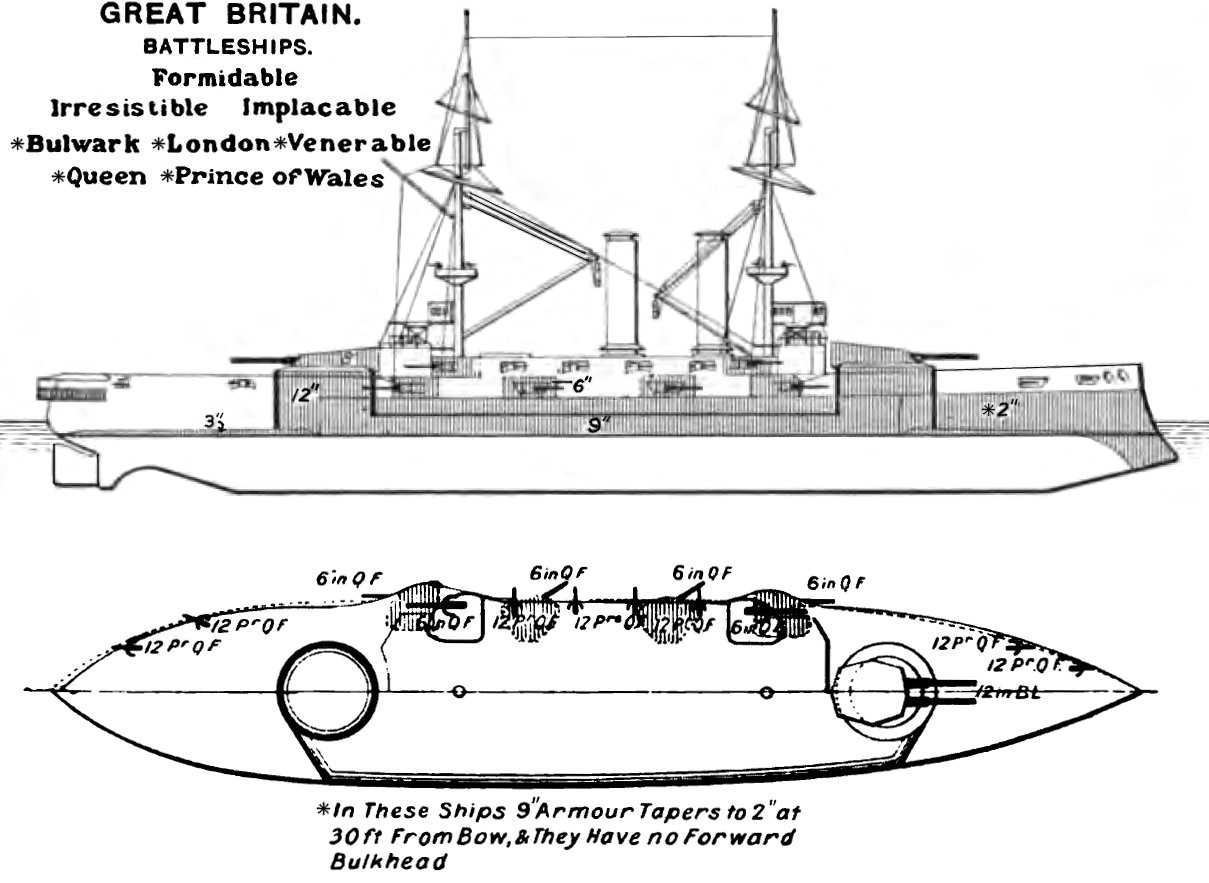
Uspořádání třídy Formidable

Hlavní výzbroj tvořily čtyři 305mm kanóny ve dvouhlavňových věžích. Dále lodě nesly dvanáct 152mm kanónů v kasematech, šestnáct 76mm kanónů na obranu proti torpédovkám, šest 47mm kanónů a čtyři torpédomety. Pohonný systém představovalo 20 vodotrubních kotlů Belleville a dva trojčínné parní stroje o výkonu 15 000 ihp, pohánějící dva lodní šrouby. Nejvyšší rychlost dosahovala 18 uzlů.

## Osudy

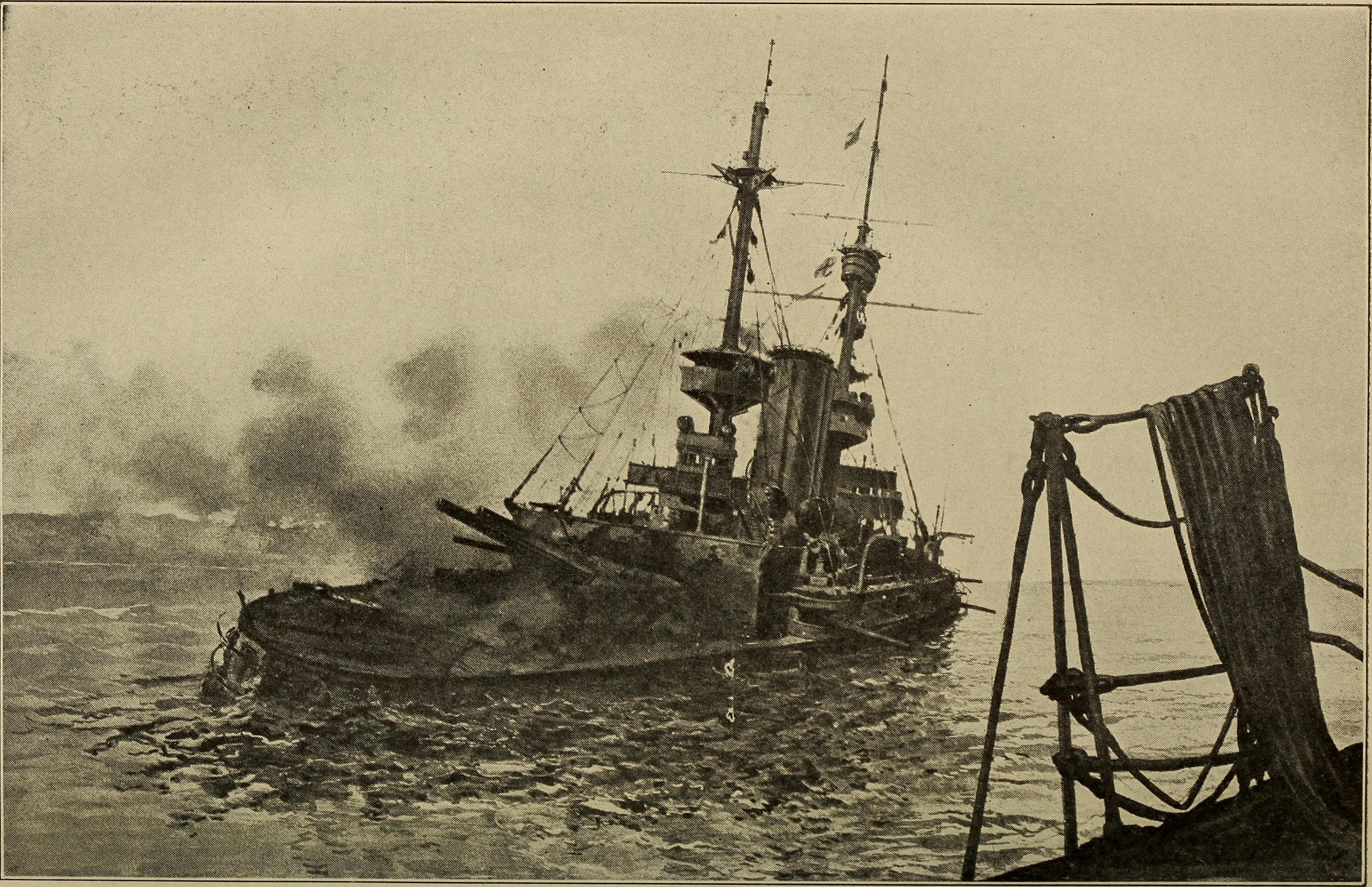
HMS Irresistible před potopením

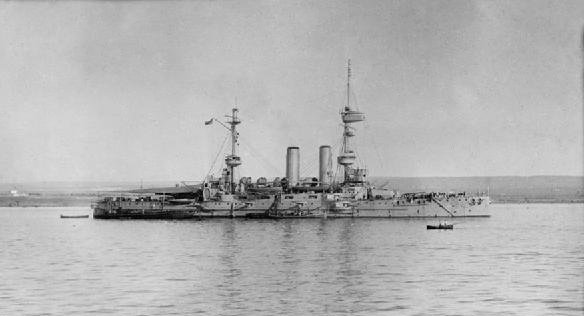
HMS Venerable

Všechny tři jednotky této třídy, společně s pěti plavidly příbuzné třídy London, tvořily na počátku první světové války 5. bitevní eskadru, která byla součástí britského Kanálového loďstva. Použity byly například k ostřelování pobřeží Flander.
Dne 1. ledna 1915 byla bitevní loď Formidable, při cvičné plavbě poblíž ostrova Portland v hrabství Dorset, potopena německou ponorkou SM U 24. Zasažena byla ve 2:30 a potopila se po dvou a půl hodině. Zahynulo 547 členů posádky.
Irresistible a Implacable byly roku 1915 nasazeny v dardanelské kampani. Bitevní loď Irresistible zde byla 18. března 1915 poškozena palbou turecké pevnosti a po najetí na dvě miny se potopila.
V polovině války byly starší lodě přesouvány do druhé linie. Implacable byla vyřazena roku 1917, roku 1918 se z ní stala depotní loď a roku 1921 byla prodána do šrotu.